# Convention relative à la conservation de la vie sauvage et du milieu naturel de l'Europe
Pour les articles homonymes, voir Convention de Berne.
- États ayant signé et ratifié
- États non-signataires ayant accédé ou succédé

La Convention relative à la conservation de la vie sauvage et du milieu naturel de l'Europe, communément appelée convention de Berne, est une convention internationale, qui a pour but d'assurer la conservation de la vie sauvage et du milieu naturel de l'Europe par une coopération entre les États,. Elle a été signée le 19 septembre 1979 à Berne en Suisse, dans le cadre du Conseil de l'Europe, et est entrée en vigueur le 1er juin 1982. Il s'agit de la seule convention régionale de ce type dans le monde.
La faune et la flore sauvages constituent un patrimoine naturel d'intérêt majeur qui doit être préservé et transmis aux générations futures. Au-delà des programmes nationaux de protection, les parties à la Convention estiment qu'une coopération au niveau européen doit être mise en œuvre. La Convention vise à promouvoir la coopération entre les États signataires, afin d'assurer la conservation de la flore et de la faune sauvages et de leurs habitats naturels, et protéger les espèces migratrices menacées d'extinction.

## Historique de l'adoption de la convention de Berne
Dans le sillage de la Conférence des Nations Unies sur l'environnement qui s'est tenu à Stockholm en 1972, l'Assemblée parlementaire du Conseil de l'Europe a demandé en 1973 l'adoption de règles européennes pour la protection de la faune et de la flore. En 1976, les ministres européens chargés de l'environnement se réunissent à Bruxelles et décident d'élaborer une convention allant dans ce sens. Un comité est mis sur pied et travaille pendant trois ans à la rédaction de cette convention qui est adoptée en 1979, lors d'une nouvelle réunion des ministres chargés de l'environnement qui se tient à Berne. La convention est alors ouverte à la ratification et entre en application en juin 1982.

## Contenu

### Généralités
Les pays signataires s'engagent, dans l'article 3 de la Convention, à mettre en œuvre des politiques nationales de conservation de la flore et de la faune sauvages, et des habitats naturels, à intégrer la conservation de la faune et de la flore sauvages dans les politiques nationales d'aménagement, de développement et de l'environnement et à encourager l'éducation et promouvoir la diffusion d'informations sur la nécessité de conserver les espèces et leurs habitats. Ces obligations sont rédigées de manière relativement large, mais étaient innovantes au moment de l'adoption du texte et leur mise en œuvre reste un défi. 
Cette convention comporte quatre annexes listant le degré de protection des espèces (faune ou flore) protégées:
- I : espèces de flore strictement protégées
- II : espèces de faune strictement protégées
- III : espèces de faune protégées
- IV : moyens et méthodes de chasse et autres formes d'exploitation interdites.

### Espèces de flore strictement protégées (annexe 1)
Les pays signataires doivent adopter les mesures législatives et réglementaires appropriées dans le but de protéger les espèces de la flore sauvage, énumérées dans l'annexe 1 de la Convention. La cueillette, le ramassage, la coupe ou l'arrachage intentionnels de ces plantes est interdit par la convention. Lorsque c'est nécessaire, la détention et le commerce de ces espèces doivent également être interdits par les pays signataires.

### Espèces de faune strictement protégées (annexe 2)
Les espèces de la faune sauvage figurant dans l'annexe 2 de la convention doivent également faire l'objet de dispositions législatives ou réglementaires appropriées, en vue d'assurer leur conservation. Les pays signataires doivent notamment interdire toutes les formes de capture, de détention ou de mise à mort intentionnelles, la détérioration ou la destruction intentionnelles des sites de reproduction ou des aires de repos, la perturbation intentionnelle de la faune sauvage, notamment durant la période de reproduction, de dépendance et d'hibernation, la destruction ou le ramassage intentionnel des œufs dans la nature ou leur détention, ainsi que la détention et le commerce interne de ces animaux, vivants ou morts, y compris des animaux naturalisés ou de toute partie ou de tout produit, obtenus à partir de l'animal.

### Espèces de faune protégées (annexe 3)
Les espèces de la faune sauvage figurant dans l'annexe 3 de la convention doivent faire l'objet d'une réglementation nationale afin de maintenir l'existence de ces populations hors de danger. Ces mesures doivent notamment comprendre l'institution de périodes de fermeture de l'exploitation, une interdiction temporaire ou locale d'exploitation et une réglementation du transport ou de la vente. Les pays signataires s'engagent à ne pas recourir à des moyens non sélectifs de capture ou de mise à mort qui pourraient entraîner localement la disparition ou troubler gravement la tranquillité de l'espèce.

### Dérogations possibles
Des dérogations sont néanmoins prévues par la convention si l'intérêt de la protection de la faune et de la flore l'exige ; pour prévenir des dommages importants aux cultures, au bétail, aux forêts, aux pêcheries, aux eaux et à d'autres formes de propriété ; dans l'intérêt de la santé et de la sécurité publiques, de la sécurité aérienne, ou d'autres intérêts publics prioritaires ; à des fins de recherche et d'éducation, de repeuplement, de réintroduction ainsi que pour l'élevage ; et pour permettre, sous certaines conditions strictement contrôlées, la prise ou la détention pour tout autre exploitation judicieuse, de certains animaux et plantes sauvages en petites quantités.

### Coopération entre les États
Les pays signataires s'engagent à coordonner leurs efforts dans le domaine de la conservation des espèces migratrices énumérées en Annexe de la convention et dont l'aire de répartition s'étend sur leurs territoires. Les habitats des espèces protégées s'étendant le plus souvent sur plusieurs pays signataires, cette collaboration revêt une importance fondamentale pour la conservation de la faune et de la flore. Cela se reflète aussi dans le fait que la Convention est ouverte à la signature d'États non-membres du Conseil de l'Europe, une disposition qui était d'autant plus importante lors de l'adoption de la Convention en 1979 puisque les pays du Bloc communiste n'étaient alors pas membre de cette institution.

### Espèces envahissantes
La Convention oblige les États à contrôler strictement l'introduction d'espèces non indigènes. Cette obligation a débouché, en 2003, sur l'adoption de la Stratégie européenne sur les espèces envahissantes.

## Mise en œuvre

### Comité permanent
Un comité permanent, regroupant des représentants des États signataires et chargé de l'application de la présente Convention, a été mis en place,. Il se réunit une fois par année et adopte notamment des recommandations à l'intention des États,. Parmi ses tâches, le comité permanent doit revoir régulièrement les espèces listées dans les annexes I à III et proposer les adaptations qui pourraient se révéler nécessaires, une disposition qui contribue au caractère flexible de la Convention.

### Secrétariat
Le secrétariat de la Convention de Berne est assuré par le Conseil de l'Europe,.

### Monitoring
Les États signataires qui ont demandé des dérogations à certaines dispositions de la Convention et de ses annexes ont l'obligation de soumettre, tous les deux ans, un rapport examinant l'impact de ces dérogations. Les États sont par ailleurs invités à soumettre tous les quatre ans un rapport consacré à la mise en œuvre générale de la Convention.
En plus de ces rapports élaborés par les États eux-mêmes, une série de groupes d'experts externes rédigent leurs propres analyses sur la mise en œuvre de la Convention. En 2020, des groupes d'experts thématiques consacrés aux sujets suivants sont actifs: amphibiens, reptiles et tortues marines, plantes, oiseaux, invertébrés, zones protégées et réseaux écologiques, espèces exotiques envahissantes, grands carnivores, biodiversité et changement climatique et diversité biologique des îles européennes. Le Comité permanent peut également mandater des experts indépendants pour la réalisation de rapports juridiques faisant le point sur la mise en œuvre de tel ou tel aspect de la Convention.

### Réseau émeraude
Le réseau émeraude est un réseau d'aires protégées mis en place par les États signataires de la Convention de Berne et visant à mettre en œuvre cette convention. Ce réseau a été mis sur pied à la suite de la recommandation n°16 adoptée par le Comité permanent en 1989,. Les pays membres de l'Union européenne contribuent au Réseau émeraude par le biais des sites Natura 2000, tandis que l'Andorre, la Biélorussie, la Géorgie, la Moldavie, la Norvège, la Suisse et l'Ukraine ont officiellement reconnu des sites émeraudes. Cette approche est jugée importante dans le cadre du droit international de l'environnement puisqu'elle permet de l'approche traditionnelle centrée sur les espèces à une approche basée sur les espèces dans leurs milieux naturels dans leur ensemble.

## Pays signataires
La convention a été ratifiée par 50 entités, à savoir l'Union européenne (à l'époque Communauté européenne), ainsi que 49 pays,, dont la plupart des pays membres du Conseil de l'Europe (entité dépositaire de la convention), mais pas la Russie, ainsi que des pays non membres du Conseil de l'Europe, tels que la Biélorussie, mais également la Tunisie, le Maroc, le Sénégal et le Burkina Faso qui sont concernés par les oiseaux migrateurs. La Biélorussie est le seul pays à avoir dénoncé la convention en 2023, et n'est plus Partie depuis le 1er avril 2014.
Les pays signataires sont les suivants:
| Pays               | Signature         | Ratification      | Entrée en vigueur |
| ------------------ | ----------------- | ----------------- | ----------------- |
| Albanie            | 31 octobre 1995   | 13 janvier 1999   | 1 mai 1999        |
| Allemagne          | 19 septembre 1979 | 13 décembre 1984  | 1 avril 1985      |
| Andorre            | 11 mai 2000       | 13 octobre 2000   | 1 février 2001    |
| Arménie            | 13 mars 2006      | 14 avril 2008     | 1 août 2008       |
| Autriche           | 19 septembre 1979 | 2 mai 1983        | 1 septembre 1983  |
| Azerbaïdjan        |                   | 28 mars 2000      | 1 juillet 2000    |
| Belgique           | 19 septembre 1979 | 24 août 1990      | 1 décembre 1990   |
| Bosnie-Herzégovine | 17 novembre 2008  | 17 novembre 2008  | 1 mars 2009       |
| Bulgarie           |                   | 31 janvier 1991   | 1 mai 1991        |
| Burkina Faso       |                   | 14 juin 1990      | 1 octobre 1990    |
| Croatie            | 3 novembre 1999   | 3 juillet 2000    | 1 novembre 2000   |
| Chypre             | 21 octobre 1981   | 16 mai 1988       | 1 septembre 1988  |
| République tchèque | 8 octobre 1997    | 25 février 1998   | 1 juin 1998       |
| Danemark           | 19 septembre 1979 | 8 septembre 1982  | 1 janvier 1983    |
| Espagne            | 19 septembre 1979 | 27 mai 1986       | 1 septembre 1986  |
| Estonie            |                   | 3 août 1992       | 1 décembre 1992   |
| Finlande           | 19 septembre 1979 | 9 décembre 1985   | 1 avril 1986      |
| France             | 19 septembre 1979 | 26 avril 1990     | 1 août 1990       |
| Géorgie            | 18 mai 2009       | 19 novembre 2009  | 1 mars 2010       |
| Grèce              | 19 septembre 1979 | 13 juin 1983      | 1 octobre 1983    |
| Hongrie            |                   | 16 novembre 1989  | 1 mars 1990       |
| Islande            | 17 juin 1993      | 17 juin 1993      | 1 octobre 1993    |
| Irlande            | 19 septembre 1979 | 23 avril 1982     | 1 août 1982       |
| Italie             | 19 septembre 1979 | 11 février 1982   | 1 juin 1982       |
| Lettonie           | 23 janvier 1997   | 23 janvier 1997   | 1 mai 1997        |
| Liechtenstein      | 19 septembre 1979 | 30 octobre 1980   | 1 juin 1982       |
| Lituanie           | 28 septembre 1994 | 5 septembre 1996  | 1 janvier 1997    |
| Luxembourg         | 19 septembre 1979 | 23 mars 1982      | 1 juillet 1982    |
| Macédoine-du-Nord  | 17 décembre 1998  | 17 décembre 1998  | 1 avril 1999      |
| Malte              | 26 novembre 1993  | 26 novembre 1993  | 1 mars 1994       |
| Maroc              |                   | 25 avril 2001     | 1 août 2001       |
| Moldavie           |                   | 24 mai 1994       | 1 septembre 1994  |
| Monaco             | 7 février 1994    | 1 juin 1994       |                   |
| Monténégro         | 3 mars 2009       | 1 octobre 2009    | 1 février 2010    |
| Norvège            | 19 septembre 1979 | 27 mai 1986       | 1 septembre 1986  |
| Pays-Bas           | 19 septembre 1979 | 28 octobre 1980   | 1 juin 1982       |
| Pologne            | 24 mars 1995      | 13 septembre 1995 | 1 janvier 1996    |
| Portugal           | 19 septembre 1979 | 3 février 1982    | 1 juin 1982       |
| Roumanie           |                   | 18 mai 1993       | 1 septembre 1993  |
| Royaume-Uni        | 19 septembre 1979 | 28 mai 1982       | 1 septembre 1982  |
| Sénégal            |                   | 13 avril 1987     | 1 août 1987       |
| Serbie             | 9 janvier 2008    | 9 janvier 2008    | 1 mai 2008        |
| Slovaquie          | 28 avril 1994     | 23 septembre 1996 | 1 janvier 1997    |
| Slovénie           | 20 octobre 1998   | 29 septembre 1999 | 1 janvier 2000    |
| Suède              | 19 septembre 1979 | 14 juin 1983      | 1 octobre 1983    |
| Suisse             | 19 septembre 1979 | 12 mars 1981      | 1 juin 1982       |
| Tunisie            |                   | 12 janvier 1996   | 1 mai 1996        |
| Turquie            | 19 septembre 1979 | 2 mai 1984        | 1 septembre 1984  |
| Ukraine            | 17 août 1998      | 5 janvier 1999    | 1 mai 1999        |
| Union européenne   | 19 septembre 1979 | 7 mai 1982        | 1 septembre 1982  |